# Tortopus harrisi
Tortopus harrisi is een haft uit de familie van de Polymitarcyidae. De wetenschappelijke naam van de soort is voor het eerst geldig gepubliceerd in 1950 door Jay Traver.
De soort komt voor in het Neotropisch gebied.